# Seznam dílů seriálu Fullmetal Alchemist: Bratrství
Toto je seznam dílů seriálu Fullmetal Alchemist: Bratrství. Japonský animovaný seriál Fullmetal Alchemist: Bratrství měl premiéru 5. dubna 2009 na stanicích MBS a TBS.

## Přehled řad
| Řada | Díly | Premiéra v Japonsku | Premiéra v Japonsku | Premiéra v ČR | Premiéra v ČR |
| Řada | Díly | První díl           | Poslední díl        | První díl     | Poslední díl  |
| ---- | ---- | ------------------- | ------------------- | ------------- | ------------- |
| 1    | 64   | 5. dubna 2009       | 4. července 2010    | vysíláno      | vysíláno      |

## Seznam dílů
| Č. v seriálu | Původní název                                             | Český název                    | Režie                             | Scénář          | Premiéra v Japonsku |
| ------------ | --------------------------------------------------------- | ------------------------------ | --------------------------------- | --------------- | ------------------- |
| 1            | Hagane no renkindžucuši 鋼の錬金術師                      | Ocelový alchymista             | Takahiro Ikezoe                   | Hiroši Ohnogi   | 5. dubna 2009       |
| 2            | Hadžimari no hi はじまりの日                              | Den začátku                    | Kazuo Mijake                      | Hiroši Ohnogi   | 12. dubna 2009      |
| 3            | Džakjó no mači 邪教の街                                   | Kacířské město                 | Masao Ókubo                       | Hiroši Ohnogi   | 19. dubna 2009      |
| 4            | Renkindžucuši no kunó 錬金術師の苦悩                      | Alchymistova bolest            | Kijomicu Sato                     | Mičihiro Cučija | 26. dubna 2009      |
| 5            | Kanašimi no ame 哀しみの雨                                | Déšť žalu                      | Hiroši Ikehata                    | Mičihiro Cučija | 3. května 2009      |
| 6            | Kibó no miči 希望の道                                     | Cesta za nadějí                | Cutomu Jabuki                     | Šótaró Suga     | 10. května 2009     |
| 7            | Kakusareta šindžicu 隠された真実                          | Skrytá pravda                  | Masahiro Sonoda                   | Hiroši Ohnogi   | 17. května 2009     |
| 8            | Daigo kenkjúšo 第五研究所                                 | Pátá laboratoř                 | Tohru Išida                       | Hiroši Ohnogi   | 24. května 2009     |
| 9            | Cukurareta omoi 創られた想い                              | Umělé pocity                   | Masao Ókubo                       | Hiroši Ohnogi   | 31. května 2009     |
| 10           | Sorezore no jukusaki 別の方法                             | Rozcestí                       | Kazuo Mijake                      | Mičihiro Cučija | 7. června 2009      |
| 11           | Raššu baré no kiseki ラッシュバレーの奇跡                 | Zázrak v Rush Valley           | Kijomicu Sato                     | Šótaró Suga     | 14. června 2009     |
| 12           | Iči wa zen, zen wa iči 一は全、全は一                     | Jeden je vším, vše je jedním   | Ikuró Sató                        | Hiroši Ohnogi   | 21. června 2009     |
| 13           | Daburisu no kemono-tači ダブリスの獣たち                  | Dublithské šelmy               | Keiko Ojamada                     | Hiroši Ohnogi   | 28. června 2009     |
| 14           | Čika ni hisomu mono-tači 地下にひそむ者たち               | Ti, kteří se skrývají pod zemí | Hiroši Ikehata                    | Šótaró Suga     | 5. července 2009    |
| 15           | Tóhó no šiša 東方の使者                                   | Posel z Východu                | Rokó Ogiwara                      | Joneki Cumura   | 12. července 2009   |
| 16           | Tomo no ašiato 戦友の足跡                                 | Spolubojovníkovy stopy         | Cutomu Jabuki                     | Šótaró Suga     | 19. července 2009   |
| 17           | Reitecu na honó 冷徹な焔                                  | Nemilosrdné plameny            | Masahiro Sonoda                   | Hiroši Ohnogi   | 26. července 2009   |
| 18           | Čísa na ningen no góman na tenohira 小さな人間の傲慢な掌  | Zpupná dlaň slabého člověka    | Kazuhide Tomonaga a Keiko Ojamada | Mičihiro Cučija | 2. srpna 2009       |
| 19           | Šinazaru mono no ši 死なざる者の死                        | Smrt nesmrtelné                | Šúdži Mijahara                    | Hiroši Ohnogi   | 9. srpna 2009       |
| 20           | Bozen no čiči 墓前の父                                    | Otec u hrobu                   | Ikuró Sató                        | Joneki Cumura   | 16. srpna 2009      |
| 21           | Guša no zenšin 愚者の前進                                 | Bláznův pokrok                 | Kijomicu Sato                     | Mičihiro Cučija | 30. srpna 2009      |
| 22           | Tóku no senaka 遠くの背中                                 | Vzdálený obraz jejich zad      | Cutomu Jabuki                     | Šótaró Suga     | 6. září 2009        |
| 23           | Sendžó no šódžo 戦場の少女                                | Děvčátko na bojišti            | Takajuki Tanaka                   | Mičihiro Cučija | 13. září 2009       |
| 24           | Hara no naka 腹の中                                       | Uvnitř břicha                  | Keiko Ojamada                     | Seiši Minakami  | 20. září 2009       |
| 25           | Jami no tobira 闇の扉                                     | Dveře do temnoty               | Hiroši Ikehata                    | Joneki Cumura   | 27. září 2009       |
| 26           | Saikai 再会                                               | Shledání                       | Takahiro Ikezoe                   | Mičihiro Cučija | 4. října 2009       |
| 27           | Hazama no utage 狭間の宴                                  | Hostina nad trhlinou           | Cutomu Jabuki                     | Joneki Cumura   | 11. října 2009      |
| 28           | Otó-sama おとうさま                                       | Otec                           | Tohru Išida                       | Šótaró Suga     | 18. října 2009      |
| 29           | Guša no agaki 愚者の足掻き                                | Bláznův boj                    | Daisuke Cukuši                    | Seiši Minakami  | 25. října 2009      |
| 30           | Išuváru senmecusen イシュヴァール殲滅戦                   | Vyhlazení Ishbalu              | Ikuró Sató                        | Hiroši Ohnogi   | 1. listopadu 2009   |
| 31           | Gohjaku nidžú senzu no jakusoku 520センズの約束           | Slib za 520 cenzů              | Kijomicu Sato                     | Mičihiro Cučija | 8. listopadu 2009   |
| 32           | Daisótó no musuko 大総統の息子                            | Vůdcův syn                     | Cutomu Jabuki                     | Hiroši Ohnogi   | 15. listopadu 2009  |
| 33           | Burigguzu no hokuheki ブリッグズの北壁                    | Severní zeď Briggsu            | Hiroši Ikehata                    | Šótaró Suga     | 22. listopadu 2009  |
| 34           | Kóri no džoó 氷の女王                                     | Ledová královna                | Keiko Ojamada                     | Šótaró Suga     | 29. listopadu 2009  |
| 35           | Kono kuni no katači この国のかたち                        | Tvar této země                 | Takahiro Ikezoe                   | Seiši Minakami  | 6. prosince 2009    |
| 36           | Kazoku no šózó 家族の肖像                                 | Rodinný portrét                | Ikuró Sató                        | Mičihiro Cučija | 13. prosince 2009   |
| 37           | Hadžimari no homunkurusu 始まりの人造人間（ホムンクルス） | První homunkulus               | Šigeru Ueda                       | Mičihiro Cučija | 20. prosince 2009   |
| 38           | Bazukúru no gekitó バズクールの激闘                       | Střetnutí v Baschoolu          | Tohru Išida                       | Joneki Cumura   | 27. prosince 2009   |
| 39           | Hakučú no jume 白昼の夢                                   | Vzdušné zámky                  | Šingo Učida                       | Seiši Minakami  | 10. ledna 2010      |
| 40           | Homunkurusu フラスコの中の小人                            | Homunkulus                     | Šúdži Mijahara                    | Hiroši Ohnogi   | 17. ledna 2010      |
| 41           | Naraku 奈落                                               | Peklo                          | Hiroši Ikehata                    | Mičihiro Cučija | 24. ledna 2010      |
| 42           | Hangeki no kizaši 反撃の兆し                              | Známky protiútoku              | Kijomicu Sato                     | Šótaró Suga     | 31. ledna 2010      |
| 43           | Ari no hito kami 蟻のひと噛み                             | Kousnutí mravence              | Takahiro Ikezoe                   | Joneki Cumura   | 7. února 2010       |
| 44           | Barinbarin no zenkai バリンバリンの全開                   | Úplné zotavení                 | Keiko Ojamada                     | Seiši Minakami  | 14. února 2010      |
| 45           | Jakusoku no hi 約束の日                                   | Přislíbený den                 | Ikuró Sató                        | Mičihiro Cučija | 21. února 2010      |
| 46           | Semaru kage 迫る影                                        | Plíživý stín                   | Cutomu Jabuki                     | Hiroši Ohnogi   | 28. února 2010      |
| 47           | Jami no šiša 闇の使者                                     | Posel temnoty                  | Šigeru Ueda                       | Seiši Minakami  | 7. března 2010      |
| 48           | Čikadó no čikai 地下道の誓い                              | Slib daný v podzemí            | Hisatoši Šimizu                   | Šótaró Suga     | 14. března 2010     |
| 49           | Ojako no džó 親子の情                                     | Rodičovská láska               | Tohru Išida                       | Joneki Cumura   | 21. března 2010     |
| 50           | Sentoraru dóran セントラル動乱                            | Pozdvižení v Centrálu          | Keiko Ojamada                     | Mičihiro Cučija | 28. března 2010     |
| 51           | Fuši no gundan 不死の軍団                                 | Nesmrtelná armáda              | Kijomicu Sato                     | Seiši Minakami  | 4. dubna 2010       |
| 52           | Minna no čikara みんなの力                                | Spojené síly                   | Šúdži Mijahara                    | Mičihiro Cučija | 11. dubna 2010      |
| 53           | Fukušú no honó 復讐の炎                                   | Plameny pomsty                 | Takahiro Ikezoe                   | Hiroši Ohnogi   | 18. dubna 2010      |
| 54           | Rekka no saki ni 烈火の先に                               | Za zuřivými plameny            | Ikuró Sató                        | Šótaró Suga     | 25. dubna 2010      |
| 55           | Otona-tači no ikizama 大人たちの生き様                    | Život dospělých                | Hiroši Ikehata                    | Hiroši Ohnogi   | 2. května 2010      |
| 56           | Daisótó no kikan 大総統の帰還                             | Vůdcův návrat                  | Tohru Išida                       | Hiroši Ohnogi   | 9. května 2010      |
| 57           | Eien no itoma 永遠の暇                                    | Věčný odpočinek                | Jošifumi Sueda                    | Seiši Minakami  | 16. května 2010     |
| 58           | Hitobašira ひとばしら                                     | Lidské oběti                   | Kijomicu Sato                     | Hiroši Ohnogi   | 23. května 2010     |
| 59           | Ušinawareta hikari 失われた光                             | Ztracené světlo                | Hisatoši Šimizu                   | Hiroši Ohnogi   | 30. května 2010     |
| 60           | Ten no hitomi, či no tobira 天の瞳、地の扉                | Oko nebes, Brána země          | Šúdži Mijahara                    | Hiroši Ohnogi   | 6. března 2010      |
| 61           | Kami o nomikomiši mono 神を呑みこみし者                   | Ten, který pohltil boha        | Tohru Išida                       | Hiroši Ohnogi   | 13. března 2010     |
| 62           | Seizecunaru hangeki 凄絶なる反撃                          | Prudký protiútok               | Takahiro Ikezoe                   | Hiroši Ohnogi   | 20. března 2010     |
| 63           | Tobira no mukógawa 扉の向こう側                           | Druhá strana Brány             | Ikuró Sató                        | Hiroši Ohnogi   | 27. března 2010     |
| 64           | Tabidži no hate 旅路の涯                                  | Konec cesty                    | Jasuhiro Irie                     | Hiroši Ohnogi   | 4. července 2010    |